# 乒乓情人夢
乒乓少女大逆襲（日语：ミックス。/Mix）是東寶和富士電視台製作的電影，2017年10月21日在日本上映，導演石川淳一，編劇古澤良太，由新垣結衣和瑛太雙主演；該片在日本票房達14.9億日圓。

## 故事简介
桌球女神童‧富田多滿子，從小就接受母親嚴格的桌球訓練，讓她因此在母親去世後就直接放棄桌球並過著普通的人生，但後來卻因為身為桌球選手的男友被人橫刀奪愛大受打擊而辭職並回到家鄉，但之後為了保住母親創立的「阿花桌球教室」，也為了要向前男友復仇，於是重拾球拍，並與退役的拳擊手‧萩原久組成男女搭檔，一起參加全國桌球大賽神奈川縣預賽。

## 登場人物
阿花桌球教室
- 富田多滿子 - 新垣結衣（主演）（童年期：平澤宏宏路）：（台灣配音：馮嘉德；粵語配音：何璐怡）

因為失戀而失去工作的天才桌球少女。28歲。中學時，因為母親過世而決定放棄桌球並開始普通的人生，後來雖然在「渚科技」庶務課擔任OL，但與她交往的江島卻劈腿企業隊新晉的桌球運動員愛莉，讓她大受打擊。失戀又失意的她，辭去工作回到鄉下老家，之後為了保住老家的桌球教室，且為了打倒江島而決定重新復出。
- 萩原久 - 瑛太（主演）：（台灣配音：黃天佑；粵語配音：梁偉德）

失意的拳擊手。因為視網膜剝離而引退，之後四處工作卻都不順遂。某日喝醉後回家時，看到妻子的上司與妻子同處一室而誤以為她外遇，於是痛毆妻子的上司，讓妻子因此與他離婚。後來回到鄉下後，因緣際會加入阿花桌球教室，並為了保住教室而與多滿子組成雙打搭檔。
- 吉岡彌生 - 廣末涼子（粵語配音：梁少霞）

開朗而充滿元氣的大姊頭。原來是不良少女，現在則是醫生妻子。
- 佐佐木優馬 - 佐野勇斗（粵語配音：鍾見麟）

搞自閉的高中生。桌球狂，由於不習慣學校生活而因此不上學。
- 落合元信 - 遠藤憲一：（台灣配音：林谷珍；粵語配音：葉振聲）

經營小番茄農園的農夫。有著參加大賽一緊張就會跑拉肚子的問題。
- 落合美佳 - 美保純（粵語配音：陸惠玲)

元信妻子，個性溫柔。
渚科技乒乓球部
- 江島晃彥 - 瀨戶康史（粵語配音：胡家豪）
- 小笠原愛莉 - 永野芽郁（粵語配音：凌晞）

強敵乒乓球選手
- 後藤田武 - 鈴木福（粵語配音：林丹鳳）
- 日高菜菜美 - 谷花音（粵語配音：陳皓宜）
- 山下誠一郎 - 吉田鋼太郎（粵語配音：陳永信）
- 佐藤風香 - 中村杏（粵語配音：詹健兒）
- ジェーン・エスメラルダ - 生瀨勝久（粵語配音：陳卓智）

多滿子的雙親
- 富田華子 - 真木陽子：(台灣配音：李明幸；粵語配音：鄭麗麗）
- 富田達郎 - 小日向文世：（台灣配音：林谷珍；粵語配音：張炳強）

中華料理店店員
- 張 - 森崎博之（日语：森崎博之）：(台灣配音：林谷珍；粵語配音：鄧志堅）
- 楊 - 蒼井優（粵語配音：張頌欣）

萩原的上司
- 石原 - 斎藤司（日语：斎藤司 (お笑い芸人)）（トレンディエンジェル）(粵語配音：李錦綸）

萩原的原家庭
- 佐藤詩織 - 久間田琳加：(台灣配音：李明幸；粵語配音：葉曉欣）
- 佐藤聖子 - 山口紗彌加：（台灣配音：馮友薇；粵語配音：謝潔貞）

乒乓球選手
- 高中生雙打球員 - 伊藤美誠
- 高中生雙打球員 - 木造勇人（日语：木造勇人）
- 大學生雙打球員 - 吉村真晴
- 大學生雙打球員 - 濱本由惟
- 本人 - 石川佳純
- 本人 - 水谷隼

## 獎項
| 年份   | 受賞式                 | 提名類別         | 對象           | 結果 |
| ------ | ---------------------- | ---------------- | -------------- | ---- |
| 2017年 | 第42屆報知電影獎       | 主演女優賞       | 新垣結衣       | 提名 |
| 2017年 | 第30回日刊體育電影大賞 | 主演女優賞       | 新垣結衣       | 提名 |
| 2018年 | 第60屆藍絲帶賞         | 作品賞           | 乒乓少女大逆襲 | 提名 |
| 2018年 | 第60屆藍絲帶賞         | 主演女優賞       | 新垣結衣       | 獲獎 |
| 2018年 | 第27回東京體育電影大賞 | 主演女優賞       | 新垣結衣       | 提名 |
| 2018年 | 第41回日本電影學院獎   | 優秀主演女優賞   | 新垣結衣       | 獲獎 |
| 2018年 | 第41回日本電影學院獎   | 最優秀主演女優賞 | 新垣結衣       | 提名 |

## 電視播送
| 回數 | 播放電視局 | 節目           | 播放日期       | 撥放時間       | 收視率 | 備註  |
| ---- | ---------- | -------------- | -------------- | -------------- | ------ | ----- |
| 1    | 富士電視台 | 土曜プレミアム | 2018年10月20日 | 21：00～23：25 | 10.4%  | 145分 |
| 2    | 富士電視台 | 土曜プレミアム | 2019年05月11日 | 21：00～23：10 | 07.7%  | 130分 |

## 外部連結
- 《乒乓少女大逆襲》的X（前Twitter）
- 《乒乓少女大逆襲》的Instagram帳戶
- 互联网电影数据库（IMDb）上《乒乓少女大逆襲》的资料（英文）
- 豆瓣电影上《乒乓少女大逆襲》的資料 （简体中文）